# گل‌آقا (فیلم)
گل‌آقا فیلمی به کارگردانی آرماییس آقامالیان و نویسندگی منوچهر مطیعی محصول سال ۱۳۴۶ است.

## بازیگران
- آذر شیوا
- آنوشاوان هاروتیونیان
- علی آزاد
- اسداله یکتا
- طاهره غفاری
- ناصر جک لرد
- اکبر هاشمی
- حسین جهانگیری
- علی محزون
- محسن آراسته